# Брон, Макс
Макс Брон или Браун (англ. Max Braun) — американский перетягиватель каната, серебряный призёр летних Олимпийских игр 1904 года.
На Играх 1904 года в Сент-Луисе Брон входил в состав второй команды США, которая заняла второе место и выиграла серебряные медали.